# Associazione Calcio Lumezzane 2010-2011
Questa pagina raccoglie le informazioni riguardanti l 'Associazione Calcio Lumezzane nelle competizioni ufficiali della stagione 2010-2011.

## Stagione
Nella stagione 2010-2011 il Lumezzane disputa il girone A del campionato di Lega Pro Prima Divisione, con 46 punti raccolti ottiene il 7 posto. Vince il torneo la sorpresa Gubbio, che sale in Serie B con l'Hellas Verona che ha vinto i Play-off. Il presidente Renzo Cavagna ha la brillante idea di affidare la panchina della squadra valgobbina a Davide Nicola il valente difensore che proprio a Lumezzane ha chiuso la sua brillante carriera, vissuta in particolare tra Genoa e Ternana. Con la sua guida il Lumezzane disputa una sontuosa stagione. Nonostante la penalizzazione di un punto effettivo, ma di fatto quattro punti, compresi i tre tolti nella terza giornata, vinta sul campo (1-0) contro l'Alessandria, ma assegnata ai grigi (0-3) perché il Lumezzane ha schierato il giocatore modenese Fausto Ferrari che non aveva scontato una giornata di squalifica, rimediata nella finale scudetto di Serie D della passata stagione, quando militava nel Montichiari. La squadra rossoblù ha raccolto 22 punti nel girone di andata e 25 nel girone di ritorno. Con 9 reti il miglior realizzatore è stato proprio Fausto Ferrari. Nella Coppa Italia nazionale il Lumezzane nel primo turno ha superato il Pomezia (2-0), poi nel secondo turno esce dal torneo, sconfitto (3-1) ad Ascoli Piceno. Nella Coppa Italia di Lega Pro i rossoblù entrano in scena nelle partite ad eliminazione, avendo disputato la Coppa Italia Nazionale, ma sono subito eliminati (1-2) dal Sudtirol.

## Rosa
| N. |                     | Ruolo | Calciatore          |
| -- | ------------------- | ----- | ------------------- |
|    | Italia (bandiera)   | P     | Francesco Alberti   |
|    | Italia (bandiera)   | D     | Angelo Bencivenga   |
|    | Italia (bandiera)   | A     | Daniel Bradaschia   |
|    | Italia (bandiera)   | C     | Amedeo Calliari     |
|    | Italia (bandiera)   | D     | Francesco Checcucci |
|    | Ghana (bandiera)    | C     | Papa Dadson         |
|    | Italia (bandiera)   | P     | Gianluca Di Gennaro |
|    | Brasile (bandiera)  | C     | Emerson             |
|    | Italia (bandiera)   | C     | Alessandro Faroni   |
|    | Italia (bandiera)   | A     | Fausto Ferrari      |
|    | Brasile (bandiera)  | C     | Lucas Finazzi       |
|    | Bulgaria (bandiera) | A     | Andrej Gălăbinov    |

| N. |                   | Ruolo | Calciatore          |
| -- | ----------------- | ----- | ------------------- |
|    | Italia (bandiera) | A     | Roberto Inglese     |
|    | Italia (bandiera) | A     | Fabio Lauria        |
|    | Italia (bandiera) | C     | Andrea Loiacono     |
|    | Italia (bandiera) | C     | Alessio Luciani     |
|    | Italia (bandiera) | C     | Francesco Mancini   |
|    | Italia (bandiera) | C     | Michele Pini        |
|    | Italia (bandiera) | D     | Fabio Pisacane      |
|    | Italia (bandiera) | C     | Dario Prevacini     |
|    | Italia (bandiera) | C     | Federico Sevieri    |
|    | Italia (bandiera) | P     | Matteo Trini        |
|    | Italia (bandiera) | A     | Rey Volpato         |
|    | Italia (bandiera) | D     | Francesco Zanardini |

## Risultati

### Lega Pro Prima Divisione

#### Girone di andata
| Arbitro: | Sguizzato (Verona) |

|                |           |               |
| F. Ferrari 49’ | Marcatori | 29’ Del Sante |

| Arbitro: | Bellutti (Trento) |

|  |           |               |
|  | Marcatori | 74’ Galabinov |

| Arbitro: | Gavillucci (Latina) |

|                       |           |  |
| F. Ferrari 28’ (rig.) | Marcatori |  |

| Crema 12 settembre 2010, ore 15:00 CEST 4ª giornata | Pergocrema        | 0 – 0 | Lumezzane | Stadio Giuseppe Voltini\| Arbitro: \| Penno (Nichelino) \| |
| Arbitro:                                            | Penno (Nichelino) |       |           |                                                            |

| Arbitro: | Mariani (Aprilia) |

|            |           |  |
| Lauria 74’ | Marcatori |  |

| Arbitro: | Borriello (Mantova) |

|                  |           |  |
| Alb. Bianchi 88’ | Marcatori |  |

| Arbitro: | Ripa (Nocera Inferiore) |

|                              |           |                               |
| Galabinov 55’ F. Ferrari 89’ | Marcatori | 10’ Temelin 76’ M. Chinellato |

| Arbitro: | Manganiello (Pinerolo) |

|  |           |             |
|  | Marcatori | 62’ Emerson |

| Arbitro: | Giorgetti (Cesena) |

|                        |           |                           |
| Emerson 70’ Faroni 81’ | Marcatori | 44’ F. Rossini 90+1’ Maah |

| Arbitro: | Benassi (Bologna) |

|  |           |              |
|  | Marcatori | 3’ Galabinov |

| Arbitro: | Fabbri (Ravenna) |

|              |           |                       |
| Calliari 61’ | Marcatori | 2’ Erpen 88’ Paulinho |

| Arbitro: | Roca (Foggia) |

|                             |           |  |
| Bradaschia 43’ Calliari 82’ | Marcatori |  |

| Arbitro: | Oliveri (Palermo) |

|                              |           |                |
| Caturano 16’ V. Chianese 21’ | Marcatori | 18’ Bradaschia |

| Arbitro: | Adducci (Paola) |

|  |           |                       |
|  | Marcatori | 9’ Borghese 44’ Gomez |

| Bolzano 28 novembre 2010, ore 14:30 CET 15ª giornata | Südtirol             | 0 – 0 | Lumezzane | Stadio Druso\| Arbitro: \| Dei Giudici (Latina) \| |
| Arbitro:                                             | Dei Giudici (Latina) |       |           |                                                    |

| Arbitro: | Irrati (Pistoia) |

|            |           |               |
| Lauria 18’ | Marcatori | 60’ Pichlmann |

| La Spezia 12 dicembre 2010, ore 14:30 CET 17ª giornata | Spezia                  | 0 – 0 | Lumezzane | Stadio Alberto Picco\| Arbitro: \| Ripa (Nocera Inferiore) \| |
| Arbitro:                                               | Ripa (Nocera Inferiore) |       |           |                                                               |

#### Girone di ritorno
| Arbitro: | Di Stefano (Alghero) |

|               |           |                                                        |
| Guadalupi 85’ | Marcatori | 39’ Galabinov 47’ F. Ferrari 72’ Pisacane 77’ Loiacono |

| Arbitro: | Di Bello (Brindisi) |

|                |           |                                  |
| F. Ferrari 28’ | Marcatori | 15’, 64’ Fava Passaro 47’ Carrus |

| Arbitro: | Barbiero (Vicenza) |

|              |           |                |
| Scappini 38’ | Marcatori | 25’ F. Ferrari |

| Arbitro: | Aureliano (Bologna) |

|            |           |            |
| Lauria 89’ | Marcatori | 63’ Daleno |

| Arbitro: | Bietolini (Firenze) |

|  |           |                             |
|  | Marcatori | 40’ F. Ferrari 85’ Pisacane |

| Arbitro: | Mariani (Aprilia) |

|                               |           |                     |
| R. Volpato 11’ F. Ferrari 48’ | Marcatori | 39’, 72’ L. Scaglia |

| Arbitro: | Cafari Panico (Cassino) |

|  |           |                              |
|  | Marcatori | 9’ F. Ferrari 55’ R. Volpato |

| Arbitro: | Romani (Modena) |

|                                            |           |                |
| Bradaschia 12’ Pisacane 35’ F. Ferrari 38’ | Marcatori | 74’ Longobardi |

| Arbitro: | Fiore (Barletta) |

|                               |           |  |
| Maah 13’ Germinale 45+1’, 51’ | Marcatori |  |

| Arbitro: | Lanza (Nichelino) |

|               |           |  |
| Checcucci 10’ | Marcatori |  |

| Arbitro: | La Penna (Roma) |

|                       |           |  |
| Togni 42’ Carlini 69’ | Marcatori |  |

| Arbitro: | Pairetto (Nichelino) |

|             |           |  |
| Tortori 83’ | Marcatori |  |

| Lumezzane 17 aprile 2011, ore 15:00 CEST 30ª giornata | Lumezzane        | 0 – 0 | Ravenna | Nuovo Stadio Comunale\| Arbitro: \| Maresca (Napoli) \| |
| Arbitro:                                              | Maresca (Napoli) |       |         |                                                         |

| Arbitro: | Di Paolo (Avezzano) |

|               |           |  |
| Ayub Daud 76’ | Marcatori |  |

| Arbitro: | Monaco (Tivoli) |

|              |           |  |
| Loiacono 70’ | Marcatori |  |

| Arbitro: | De Benedictis (Bari) |

|                     |           |  |
| Pisacane 14’ (aut.) | Marcatori |  |

| Arbitro: | Coccia (San Benedetto del Tronto) |

|                           |           |                |
| Bradaschia 3’ Finazzi 23’ | Marcatori | 31’ C. Colombo |

### Coppa Italia
| Arbitro: | Lanza (Nichelino) |

|                    |           |  |
| Galabinov 60’, 71’ | Marcatori |  |

| Arbitro: | Cervellera (Taranto) |

|                                      |           |            |
| Mendicino 6’ Sommese 24’ Gazzola 33’ | Marcatori | 67’ Lauria |

### Coppa Italia Lega Pro
| Arbitro: | Bellotti (Verona) |

|             |           |                            |
| Inglese 10’ | Marcatori | 42’ Fischnaller 80’ Virdis |

## Statistiche

### Statistiche di squadra
| Competizione             | Punti | In casa | In casa | In casa | In casa | In casa | In casa | In trasferta | In trasferta | In trasferta | In trasferta | In trasferta | In trasferta | Totale | Totale | Totale | Totale | Totale | Totale | DR |
| Competizione             | Punti | G       | V       | N       | P       | Gf      | Gs      | G            | V            | N            | P            | Gf           | Gs           | G      | V      | N      | P      | Gf     | Gs     | DR |
| ------------------------ | ----- | ------- | ------- | ------- | ------- | ------- | ------- | ------------ | ------------ | ------------ | ------------ | ------------ | ------------ | ------ | ------ | ------ | ------ | ------ | ------ | -- |
| Lega Pro Prima Divisione | 47    | 17      | 6       | 7       | 4       | 21      | 21      | 17           | 6            | 4            | 7            | 13           | 13           | 34     | 12     | 11     | 11     | 34     | 34     | 0  |
| Coppa Italia             | -     | 1       | 1       | 0       | 0       | 2       | 0       | 1            | 0            | 0            | 1            | 1            | 3            | 2      | 1      | 0      | 1      | 3      | 3      | 0  |
| Totale                   | -     | 18      | 7       | 7       | 4       | 23      | 21      | 18           | 6            | 4            | 8            | 14           | 16           | 36     | 13     | 11     | 12     | 37     | 37     | 0  |

### Andamento in campionato
| Giornata  | 1  | 2 | 3  | 4  | 5 | 6  | 7  | 8 | 9 | 10 | 11 | 12 | 13 | 14 | 15 | 16 | 17 | 18 | 19 | 20 | 21 | 22 | 23 | 24 | 25 | 26 | 27 | 28 | 29 | 30 | 31 | 32 | 33 | 34 |
| --------- | -- | - | -- | -- | - | -- | -- | - | - | -- | -- | -- | -- | -- | -- | -- | -- | -- | -- | -- | -- | -- | -- | -- | -- | -- | -- | -- | -- | -- | -- | -- | -- | -- |
| Luogo     | C  | T | C  | T  | C | T  | C  | T | C | T  | C  | C  | T  | C  | T  | C  | T  | T  | T  | C  | C  | T  | C  | T  | C  | T  | C  | T  | T  | C  | T  | C  | T  | C  |
| Risultato | N  | V | P  | N  | V | P  | N  | V | N | V  | P  | V  | P  | P  | N  | N  | N  | V  | N  | N  | P  | V  | N  | V  | V  | P  | V  | P  | P  | N  | P  | V  | P  | V  |
| Posizione | 10 | 4 | 10 | 12 | 7 | 10 | 10 | 7 | 9 | 6  | 6  | 5  | 7  | 10 | 10 | 9  | 9  | 6  | 7  | 10 | 11 | 9  | 8  | 6  | 4  | 6  | 5  | 6  | 8  | 9  | 10 | 9  | 9  | 7  |

Legenda:

Luogo: C = Casa; T = Trasferta. Risultato: V = Vittoria; N = Pareggio; P = Sconfitta.